# Годегизель
Годегизель (лат. Godegiselus; убит в 501) — король бургундов, правил в 473 — 501 годах. Сын Гундиоха. Получил часть Бургундского королевства с резиденцией в Женеве.

## Биография
Годегизель, начав борьбу со своим братом Гундобадом, обратился за помощью против брата к королю франков Хлодвигу I, обещая платить тому дань. В 500 году Хлодвиг и Годегизель нанесли поражение Гундобаду в сражении на берегу реки Уш, у крепости Дижон. Гундобад бежал в Авиньон. Годегизель пообещал Хлодвигу часть своего королевства и удалился во Вьенн, а Хлодвиг преследовал Гундобада до Авиньона, но затем внезапно вернулся в своё государство (вероятно из-за того, что король вестготов Аларих II двинулся к его границам).
В 501 году Гундобад при поддержке вестготов вновь вторгся в Бургундию, осадил Годегизеля и вспомогательный отряд франков во Вьенне. Опасаясь нехватки продовольствия, Годегизель приказал изгнать из города простолюдинов. Один из них, мастер, на которого была возложена обязанность следить за городским водопроводом, показал Гундобаду проход, по которому в город поступала вода. Так, с помощью измены овладев городом, осаждающие изрубили гарнизон. Годегизель убежал в арианскую церковь, но был там убит вместе с еретическим епископом.